# Micaria albofasciata
Micaria albofasciata är en spindelart som beskrevs av Hu 200. Micaria albofasciata ingår i släktet Micaria och familjen plattbuksspindlar. Inga underarter finns listade i Catalogue of Life.